# Degia deficiens
Degia deficiens is een vlinder uit de familie van de zakjesdragers (Psychidae). De wetenschappelijke naam van de soort is voor het eerst geldig gepubliceerd in 1862 door Francis Walker.
Het mannetje heeft een spanwijdte van 25 tot 28 millimeter en antennes van 5,5 millimeter. Het vrouwtje is niet beschreven.
De soort is bekend van Borneo en Palawan. De vlinders van dat laatste eiland behoren tot de ondersoort Degia deficiens palawanensis Sobczyk, 2009.

## Ondersoorten
- Degia deficiens deficiens
- Degia deficiens palawanensis Sobczyk, 2009[1]
  - holotype: "male, 12.-17.I.1988. leg. Czerny & Schintlmeister"
  - instituut: MWM, München, Duitsland
  - typelocatie: "Philippines, North Palawan, S. Viciente, 20 km. NEE Roxas, 10°21'N, 119°10'E, 400 m"